# Rodney A. Grant
Pour les articles homonymes, voir Grant.
Rodney Arnold Grant, né le 9 mars 1959 à Macy dans le Nebraska, est un acteur américain.
Nord-Amérindien, il est de la tribu des Omahas.

## Filmographie
- 1990 : Danse avec les loups : Cheveux au vent
- 1991 : Son of the Morning Star (en) : Crazy Horse
- 1993 : Geronimo : Mangas
- 1996 : The Substitute : Johnny Glades "L'Indien"
- 1998 : Stargate SG-1 : épisode 13 (Les esprits : Spirits)
- 1999 : Wild Wild West : Hudson
- 2010 : Genghis Khan : Jamuga